# Paiute Wilderness

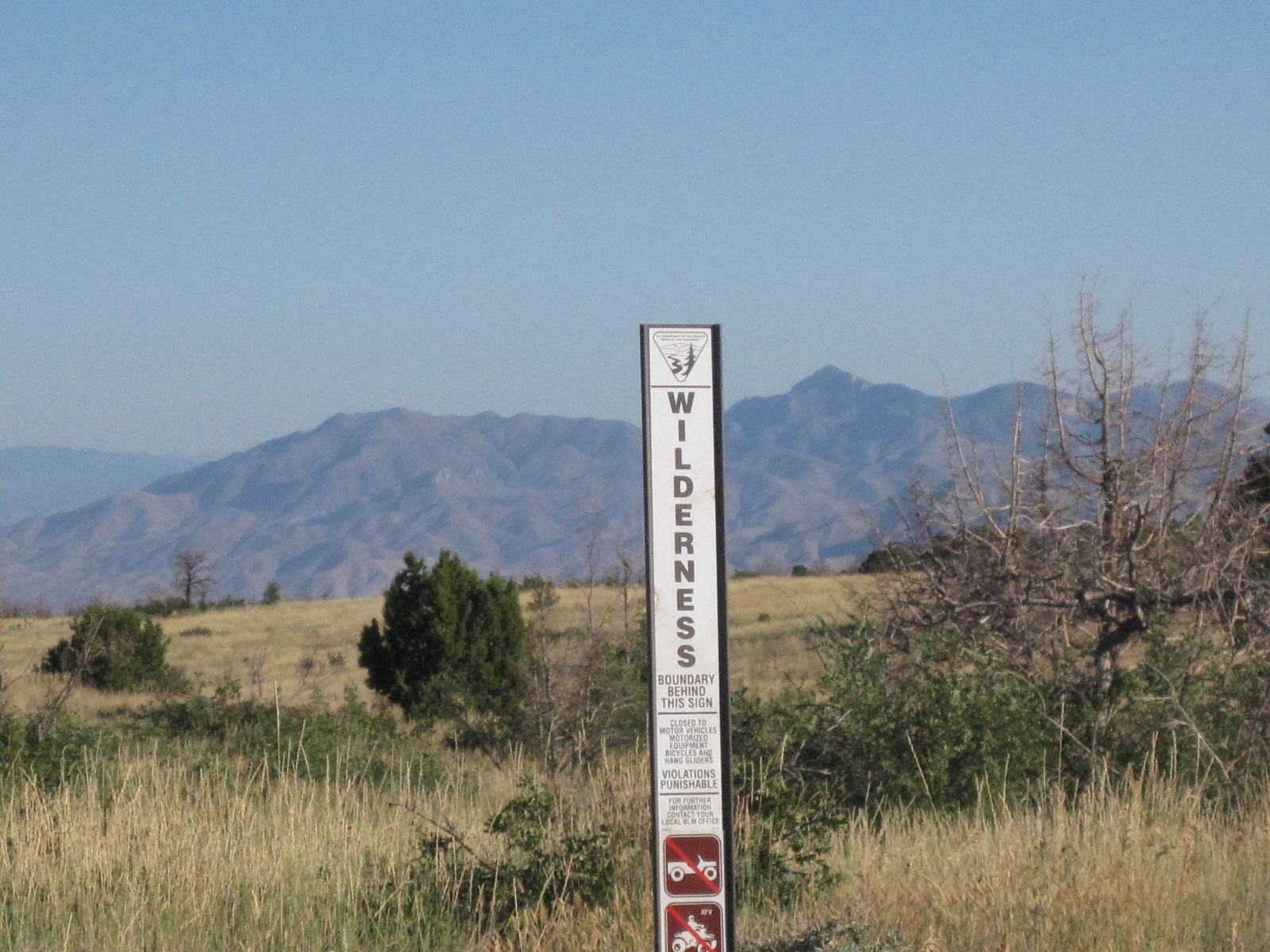
Un panneau indiquant la limite du wilderness

Le Paiute Wilderness est une zone de nature sauvage de 355 km² située dans la partie nord-ouest de l'État américain de l'Arizona. Le site est administré par le Bureau of Land Management. La partie sud de la Wilderness se trouve dans le Grand Canyon-Parashant National Monument et est également gérée par le BLM. Directement au nord, séparé par l'autoroute Interstate 15, se trouve le Beaver Dam Mountains Wilderness. 

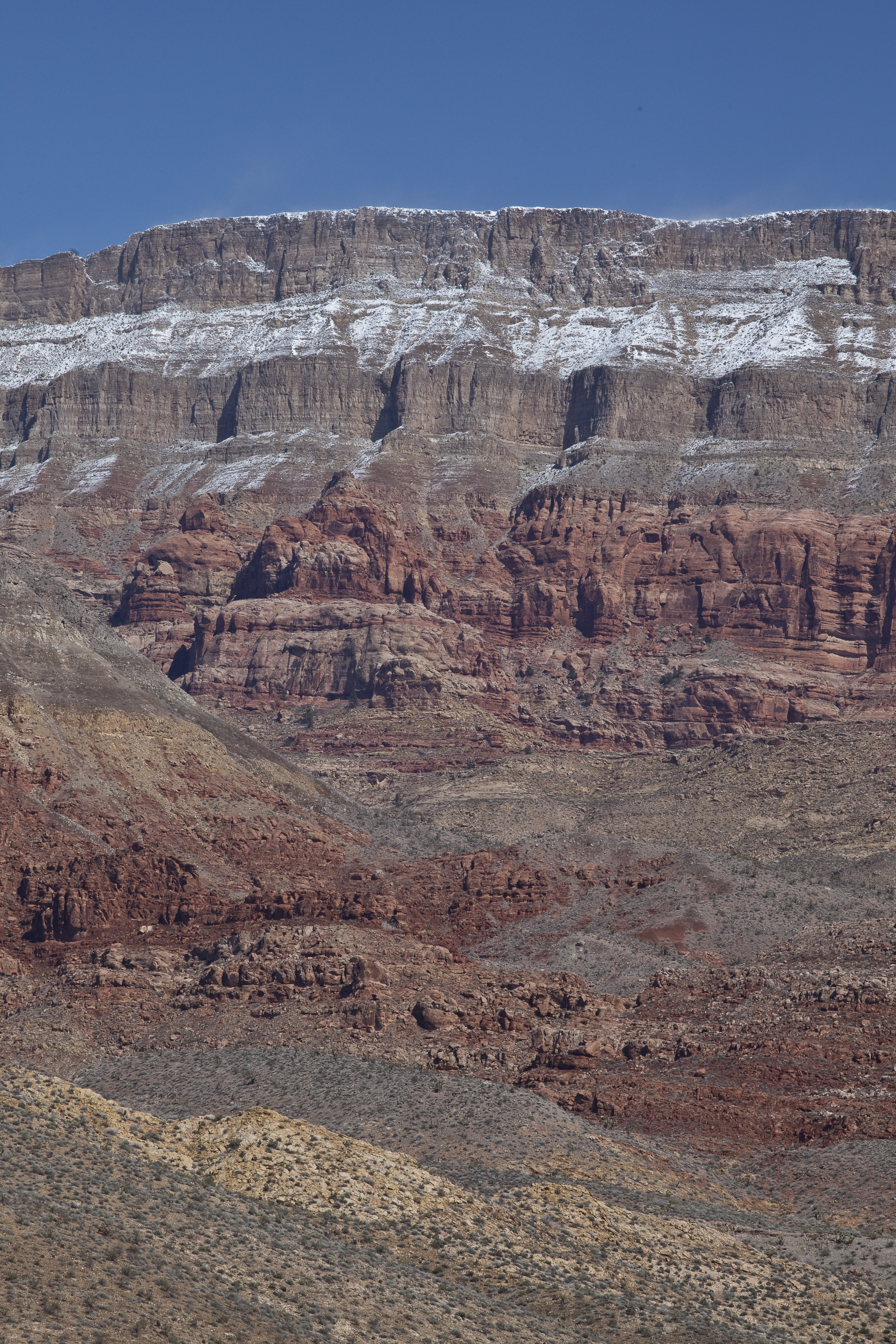
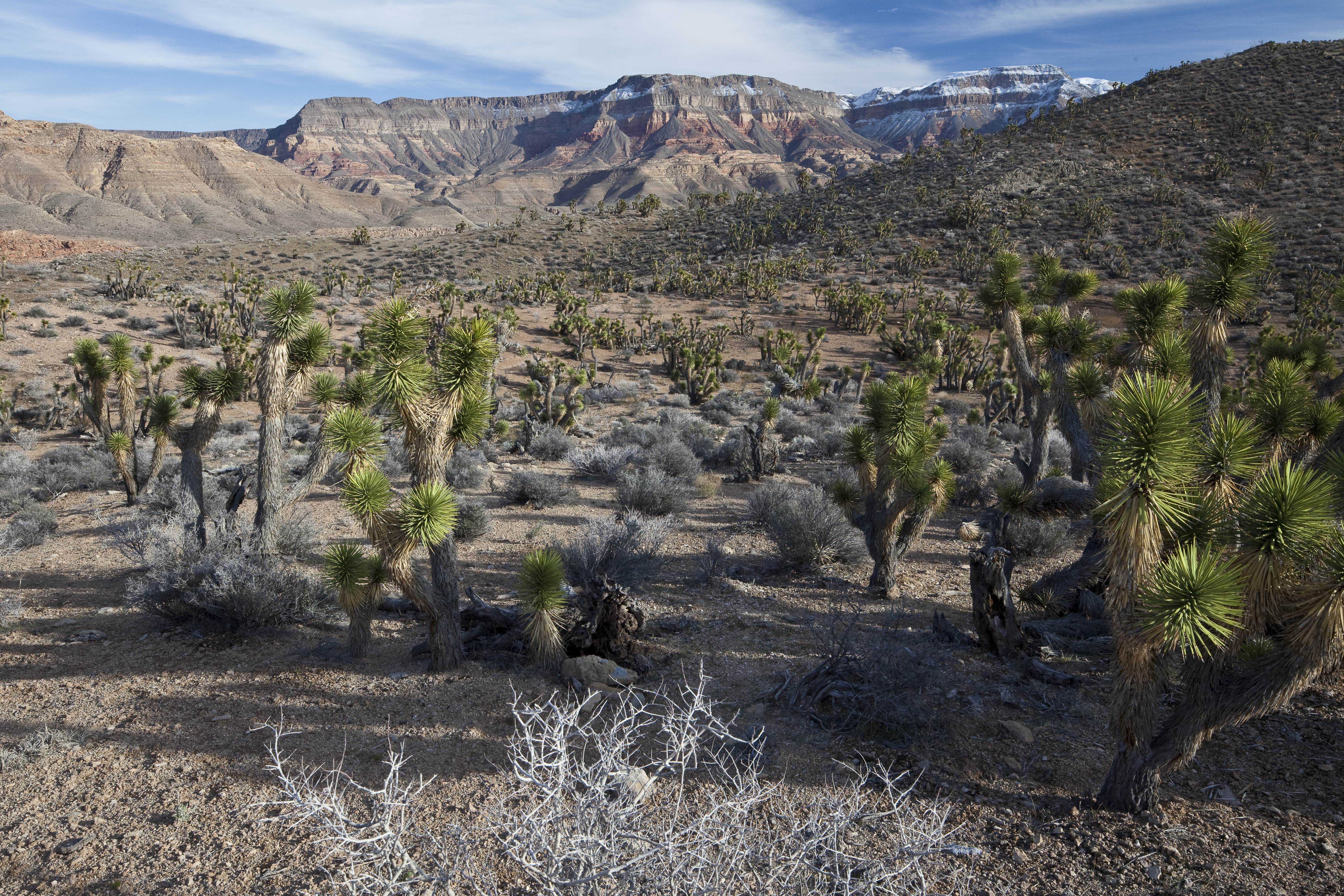
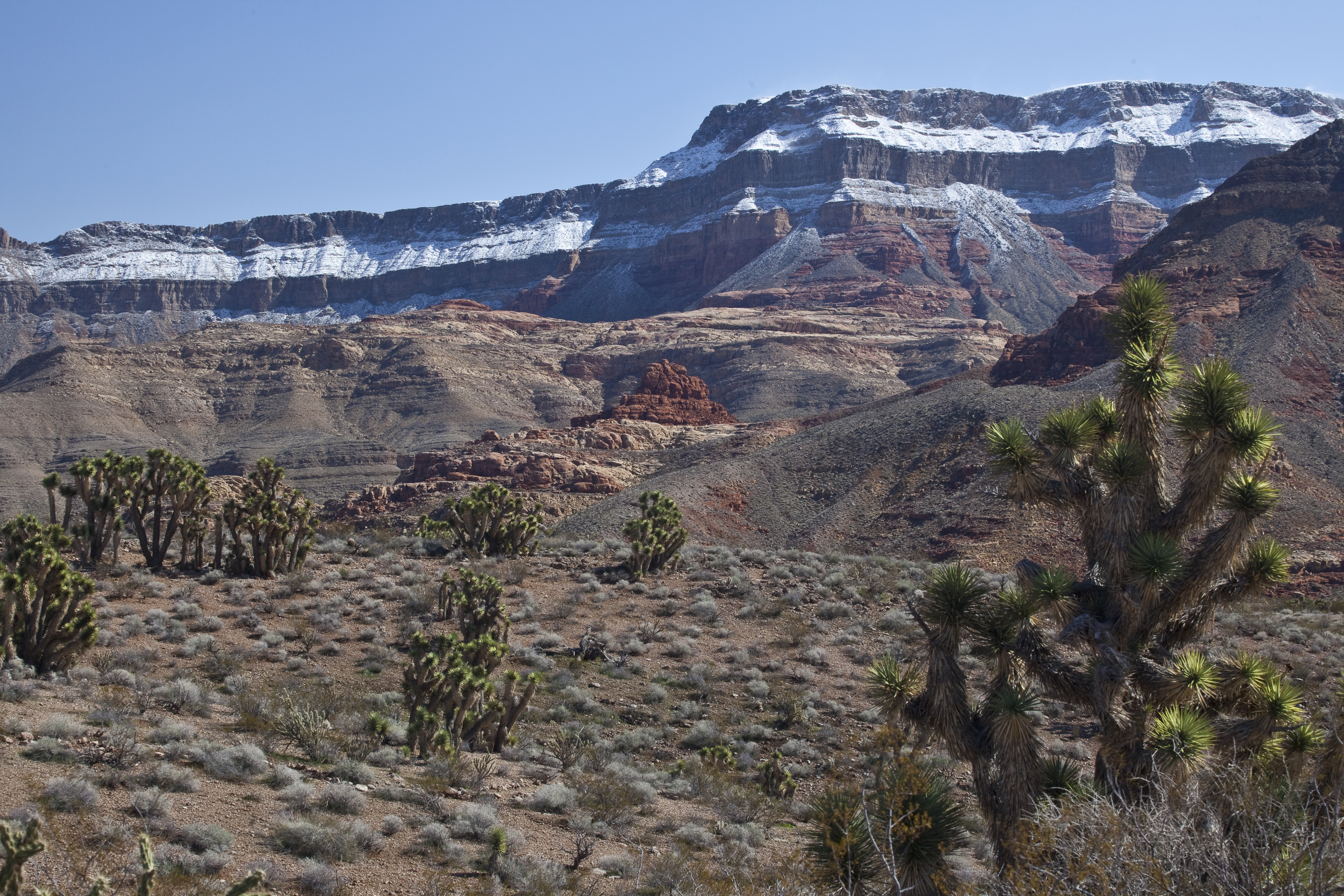
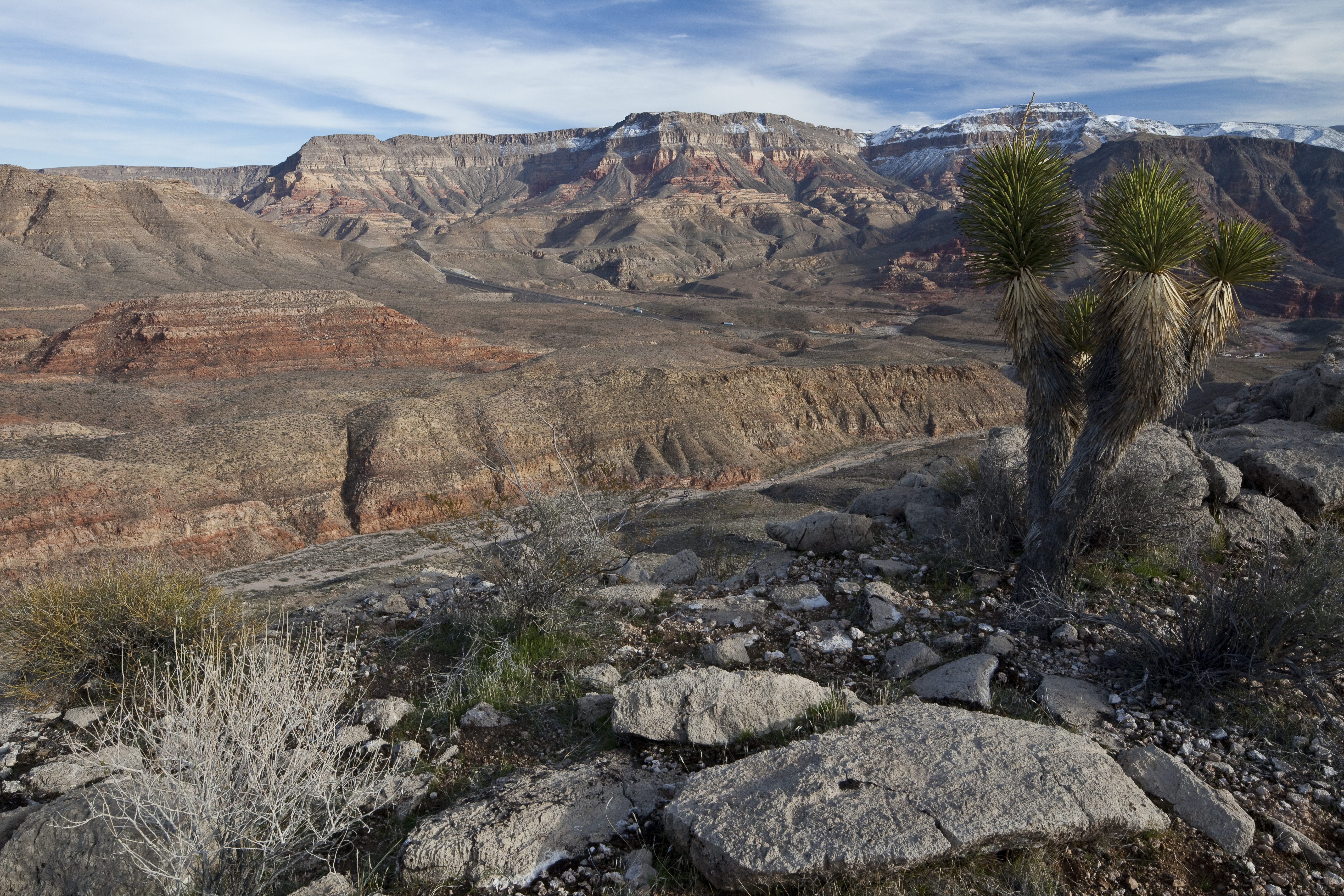

## Voir également
- Région sauvage
- Loi sur la nature sauvage